# Pernampattu
Pernampattu es una ciudad y municipio situada en el distrito de Vellore en el estado de Tamil Nadu (India). Su población es de 51271 habitantes (2011). Se encuentra a 50 km de Vellore y a 188 km de Chennai.

## Demografía
Según el censo de 2011 la población de Pernampattu era de 51271 habitantes, de los cuales 25285 eran hombres y 25986 eran mujeres. Pernampattu tiene una tasa media de alfabetización del 79,59%, superior a la media estatal del 80,09%: la alfabetización masculina es del 85,35%, y la alfabetización femenina del 74,03%.